# Dinastia Lê Inicial
A Dinastia Lê Inicial, alternativamente conhecida como Antiga Dinastia Lê (em vietnamita: Nhà Tiền Lê; chữ Nôm: 茹前黎) na historiografia, oficialmente Đại Cồ Việt (Chữ Hán: 大瞿越), foi uma dinastia do Vietnã que governou de 980 a 1009. Ela sucedeu a Dinastia Đinh e foi sucedida pela Dinastia Lý. Abrangeu os reinados de três imperadores.

## Fundação
Após o assassinato do imperador, Đinh Tiên Hoàng, e do primeiro filho do imperador, Đinh Liễn, o terceiro filho do imperador, Đinh Phế Đế, assumiu o trono aos seis anos com o regente Lê Hoàn . Durante a regência de Lê Hoàn, membros da corte imperial céticos quanto à lealdade de Lê Hoàn ao verdadeiro imperador, como o Duque de Định Nguyễn Bặc e o General Đinh Điền, lideraram um exército ao palácio imperial em uma tentativa de golpe. O fracasso do empreendimento fez com que os dois fossem executados. Em 980, a dinastia Song da China sob o comando do imperador Taizong ordenou que um exército chinês invadisse Đại Cồ Việt. Como o jovem imperador foi incapaz de liderar o país contra o invasor, os mandarins da corte imperial discutiram com a Imperatriz Dương Vân Nga sobre entronizar o general e regente mais confiável, Lê Hoàn. A maioria deles votou afirmativamente ao plano; consequentemente, a imperatriz destronou seu próprio filho e deu a coroa a Lê Hoàn. Ele aceitou o reinado, estabelecendo uma nova dinastia chamada Dinastia Lê Inicial. Lê Hoàn é frequentemente referido pelo nome póstumo Lê Đại Hành. 

## Lê Đại Hành (980–1005)
Após ameaças de guerra da China Song, Lê Đại Hành fez preparativos para a guerra enquanto as forças Song avançavam em direção a Đại Cồ Việt. Mais tarde, na Batalha do Rio Bạch Đằng, as forças de Lê Đại Hành, sob o comando do General Phạm Cự Lượng, conseguiram deter o avanço terrestre das forças Song, embora tenham sofrido algumas perdas. Buscando a paz, Lê Đại Hành enviou emissários para negociar a paz; assim, a demonstração anual de homenagem e oferendas ao Imperador Celestial da China foi retomada como um meio de apaziguar a dinastia Song. 
Em 982, Lê Đại Hành iniciou expedições para Champá, uma nação ao sul de Đại Cồ Việt. O exército de Lê Đại Hành encontrou as forças combinadas de Champa, Chenla e Mercenários Abássidas em Đồ Bàn, (hoje província de Quảng Nam) e foi capaz de derrotar todos eles. O rei Champa, Paramesvaravarmã I, foi decapitado e a capital de Champa, Indrapura, foi saqueada pelos vietnamitas. O novo rei de Champa concordou em ser um estado vassalo de Đại Cồ Việt em 983. 
Algumas conquistas nacionais de Lê Đại Hành incluem a construção de novos monumentos e o estímulo à produção agrícola e artesanal para promover o progresso econômico. Muitas etiquetas espirituais foram desenvolvidas, e o governo de Lê Đại Hành foi o modelo para o da dinastia seguinte. Lê Đại Hành morreu em 1005, aos 65 anos, após 25 anos de governo. Em seu testamento, Lê Đại Hành deu o trono a seu filho mais novo, Lê Long Việt. 

## A crise da sucessão

### Lê Long Việt (1005)
Dentre seus muitos príncipes, Lê Hoàn nomeou seu primeiro príncipe , Lê Long Thâu, como príncipe herdeiro nos primeiros anos de seu governo. Thâu morreu em 1000, e Lê Hoàn foi forçado a escolher outro príncipe herdeiro. O quinto príncipe duque de Khai Minh, Lê Long Đĩnh, nomeou-se príncipe herdeiro. De acordo com o Đại Việt sử ký toàn thư, Lê Hoàn o via como favorável para se tornar o próximo imperador, mas os mandarins da corte imperial sugeriram que ele não o fizesse porque viam outros candidatos como mais viáveis. Lê Hoàn seguiu o conselho e escolheu seu irmão mais velho, Lê Long Việt, duque de Nam Phong. Em 1005, Lê Hoàn morreu após reinar 24 anos no Palácio Trường Xuân. Após a morte, houve uma disputa de sucessão entre os príncipes Lê Long Đĩnh, Lê Long Tích e Lê Long Kính e o príncipe herdeiro Lê Long Việt, impedindo que um governo assumisse o controle de todo o país por oito meses. No inverno de 1005, Lê Long Tích foi derrotado pelo príncipe herdeiro Lê Long Việt. Ele fugiu para a província de Thạch Hà, atual província de Hà Tĩnh, e ordenou o massacre dos moradores locais. Depois de alguns meses, Lê Long Việt conseguiu se proclamar imperador Lê Trung Tông, mas foi assassinado após governar por três dias por Lê Long Đĩnh, que o substituiu como imperador. 

### Lê Long Đĩnh (1005–1009)
Lê Long Đĩnh reuniu grandes forças militares, derrotando os outros príncipes. Depois de estabilizar seu governo por meio da guerra, ele fortaleceu as relações exteriores com a dinastia Song com uma política gentil e amigável. O imperador deu total apoio ao budismo e buscou o cânone e as escrituras budistas chinesas para praticar no Vietnã. Ele também supervisionou a economia nacional e iniciou a construção de pontes, estradas e outras infraestruturas para facilitar o transporte de pessoas e mercadorias, especialmente água. Em 1009, ele estabeleceu a troca de bens e produtos em Nanning com a dinastia Song, embora fosse limitada, pois o imperador Song só permitia que empresários vietnamitas negociassem em locais específicos perto da fronteira, como o Condado de Hepu e Guangxi. 

#### Hemorróidas
O imperador era famoso por sofrer de hemorroidas, o que o impedia de sentar no trono e o obrigava a deitar-se nele. Suas famosas sessões de mentira lhe renderam o nome de Lê Ngọa Triều durante todo o seu reinado, que significa "aquele que governa enquanto está deitado no trono". 

## A ascensão do clã Lý
Apesar de suas supostas conquistas em diplomacia, religião, infraestrutura e economia, o governo de Lê Long Đĩnh foi caracterizado por devassidão, orgias selvagens e decadência, de acordo com fontes antigas, embora historiadores modernos tenham descartado essas histórias como lendas, enquanto outros historiadores o comparam ao imperador romano Nero, pois ele era conhecido por suas crueldades, entre elas o sadismo e a tortura não apenas de muitos tipos de criminosos, mas também de seus próprios parentes, com ele apenas promovendo e participando desses atos infames. De acordo com essas histórias, seus métodos favoritos de execução e tortura eram imersão, Lingchi e queima de vítimas vivas, todos os quais ele via como entretenimento. Embora o budismo tenha desempenhado um papel fundamental em sua vida e política, o imperador frequentemente usava monges budistas para o que chamavam de entretenimento, como esfoliar cana-de-açúcar na cabeça de um monge até que ela começasse a sangrar. Empregar muitos funcionários corruptos ou incompetentes em cargos importantes na corte apenas encorajou ainda mais essas tendências do imperador. Como resultado da saúde precária do imperador, de acordo com algumas fontes, a maior parte do poder era controlada por um dos membros da família Lý , Lý Công Uẩn . Grande ressentimento do público e da corte imperial culminou por um longo período antes da morte de Lê Long Đĩnh. Após a morte de Lê Long Đĩnh, a corte concordou em entronizar o mandarim e aristocrata de alta patente Lý Công Uẩn como o novo imperador, sob pressão do público e dos monges budistas, encerrando assim a Dinastia Lê Inicial. Em seu lugar, a dinastia Lý inaugurou uma nova era para o Vietnã, com uma combinação de influências confucionistas e budistas recorrentes na nova dinastia. 

## Políticas domésticas

### Centro administrativo

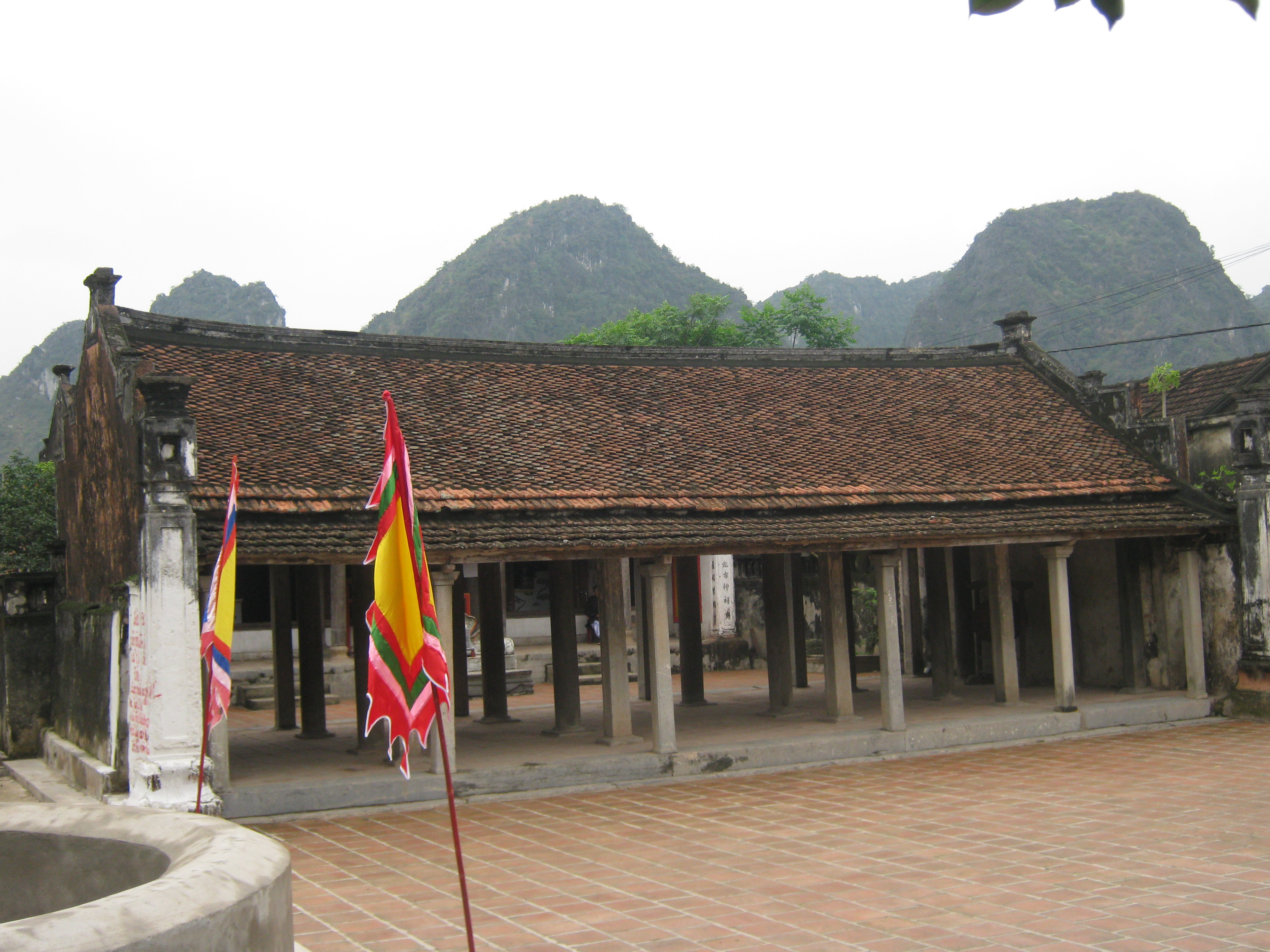
Templo de Đình Yên Thành, Hoa Lư, Ninh Bình.

A primeira dinastia Lê manteve a forma de governo tradicional da dinastia Đinh, embora tenha modificado algumas partes dela. Em 980, Lê Hoàn nomeou vários homens para cargos na corte: Hồng Hiến como grão-chanceler, conhecido em vietnamita como Thái sư; Phạm Cự Lạng como vice-chanceler, ou Thái úy; Từ Mục como grande governador da corte, Đại tổng quản; e Đinh Thừa Chinh como comandante militar do interior da capital imperial, em vietnamita Nha nội đô chỉ huy sứ. Uma reforma importante, no entanto, foi a distribuição de deveres e poderes específicos a cada mandarim, em contraste com a centralização de todo o poder no imperador pela dinastia Đinh. 

### Opressão da rebelião
Na época do reinado, os imperadores Lê frequentemente enfrentavam revoltas de algum chefe tribal local e vice-rei, especialmente em áreas remotas, mantendo a autorização específica para reprimi-las. Em 980, Lê Đại Hành ordenou que Dương Tiến Lộc cobrasse impostos da província de Hoan e Ái, hoje província de Nghệ An e província de Thanh Hóa. No entanto, Dương Tiến Lộc se opôs e tomou as duas províncias, propondo colocá-las sob o controle do Reino de Champá, que o recusou para manter um relacionamento amigável com Đại Cồ Việt. Lê Đại Hành liderou um exército para derrotar e matar Lộc, juntamente com um massacre geral de cidadãos nessas duas províncias. Este, porém, é apenas um exemplo de rebelião: houve mais de dez rebeliões contra a corte imperial durante um reinado de cinco anos. 

### Transporte
Após a vitória sobre Champa em 983, Lê Đại Hành incorporou o território tomado ao país e começou a construir mais estradas do estuário sul até a província de Quảng Bình, ao sul de seu reino. Então ele ordenou a dragagem do canal Đa Cái em 1003. Em 1009, o país iniciou a construção em massa de infraestrutura de transporte para o comércio entre as regiões e para facilitar a viagem dos soldados que seguiam para o sul. 

### Economia

#### Tributação
O início da dinastia Lê impôs impostos com base na propriedade da terra. Os impostos incluíam um imposto de benefício público, que correspondia a dez dias de trabalho para projetos públicos; um imposto doméstico sobre propriedade pago anualmente; e um imposto militar adicionado ao imposto doméstico especificamente para operações militares, incluindo segurança pública interna. A tributação sobre a propriedade foi emprestada das dinastias Xia, Shang e Zhou da China, cobrando apenas bens e não dinheiro. Simultaneamente, o governo implementou políticas de promoção do comércio, não tributando a propriedade dos comerciantes, excepto as terras que possuíam. 

#### Agricultura

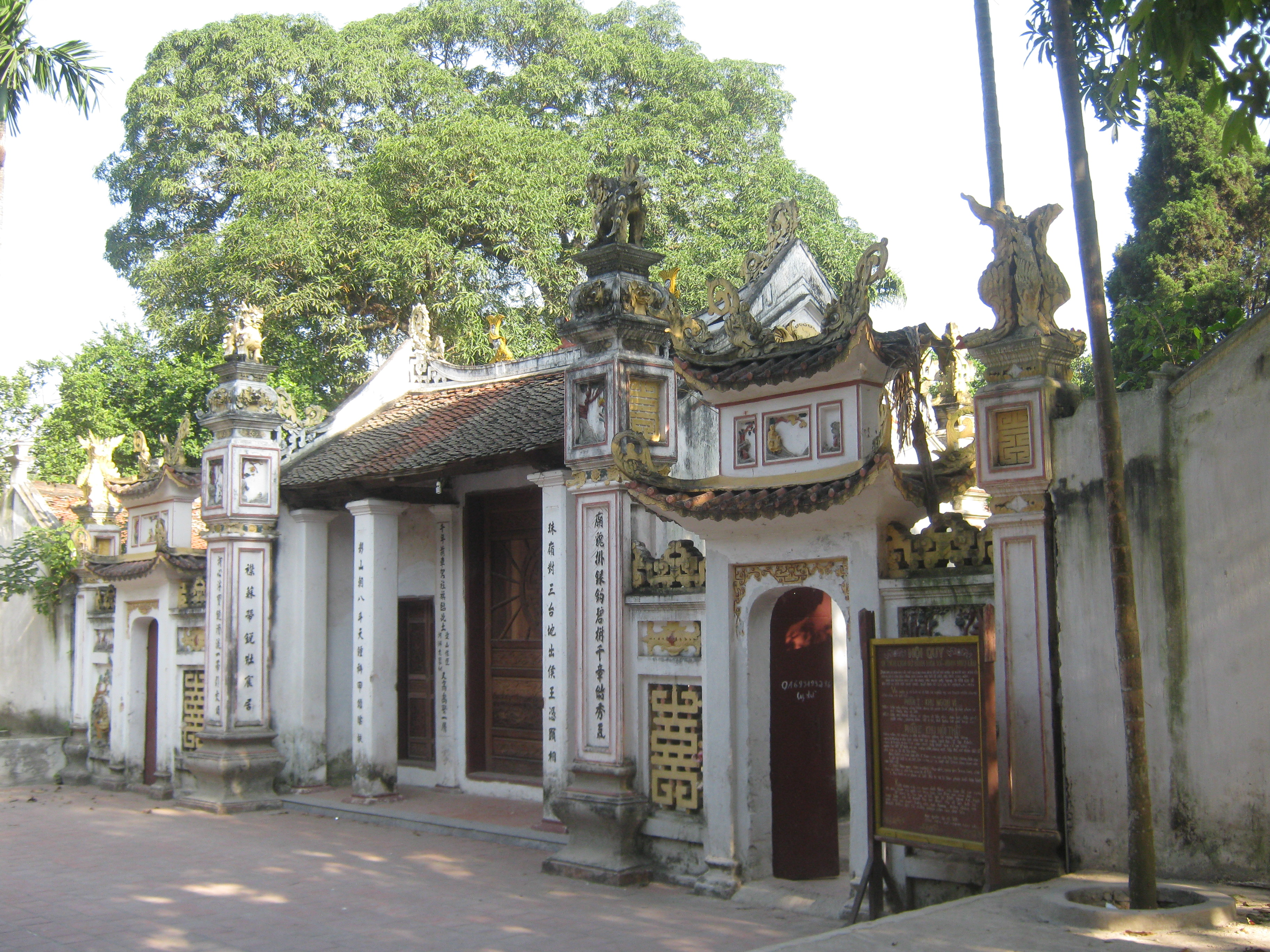
Templo de Hoa Xá – Minh Ngự Lâu

A agricultura foi o elemento fundamental da economia de Đại Cồ Việt durante o início da dinastia Lê. A maior parte das terras das aldeias estava sob o controle da corte imperial e era de sua propriedade por lei. A terra recebeu um dos quatro tipos. As terras do imperador eram cultivadas com um significado espiritual, com a intenção de que o povo participasse de atividades agrícolas, principalmente prisioneiros e camponeses, com todos os produtos indo para a corte imperial; foi implementado pela primeira vez por Lê Đại Hành em 987. Enquanto isso, terras distributivas eram distribuídas aos mandarins para que beneficiassem e contribuíssem com o país ou aos príncipes como acomodação. Não era propriedade privada e era devolvida à corte imperial quando o proprietário morria. Terras religiosas eram reservadas para as práticas dos monges budistas; terras privadas eram de propriedade e vendidas livremente entre indivíduos, sem interferência do governo. Além disso, o governo encorajou os súditos a explorar terras selvagens e intocadas por meio de colonização, fornecendo propriedades a um custo menor e, ao mesmo tempo, expandindo sua influência em regiões não colonizadas. Os camponeses dividiam a terra igualmente e cultivavam-na, pagando regularmente impostos ao governo para o orçamento do governo. 

#### Comércio
Os imperadores estavam focados em abrir novas rotas comerciais por meio de estradas e hidrovias. Registros relatam que tais projetos de infraestrutura foram realizados principalmente nos anos 983, 1003 e 1009. O principal parceiro comercial do Vietnã era a China, e ambos os lados concordaram em estabelecer trocas bilaterais de mercadorias nas fronteiras. Alguns altos funcionários locais apoiaram atividades comerciais entre partidos locais. Uma delegação do Vietnã atuou como árbitro governamental em disputas comerciais. Algumas exportações típicas do Vietname eram produtos de ouro, prata e bronze. 

#### Cultura
Não há muitas fontes descrevendo a cultura do início da dinastia Lê. No entanto, sabe-se que o budismo foi a religião mais difundida, o que influenciou o florescimento do budismo na dinastia Tang da China. Os monges receberam um status elevado nos assuntos governamentais, podendo participar da política e do planejamento nacional. 

## Relações exteriores

### Dinastia Song
Đại Cồ Việt foi um estado tributário dos Song durante o início da dinastia Lê, mantendo um delicado equilíbrio de paz com a China e independência. Os imperadores Lê, no entanto, eram às vezes ameaçados pelo povo nômade Khitan no norte da China.  
Após uma invasão fracassada em 981, o imperador Song aceitou Lê Hoàn como governante de Đại Cồ Việt, mas apenas o considerou o Jiedushi, ou governador militar regional, do protetorado de Aname, como os chineses chamavam o Đại Cồ Việt.
Entre 982 e 994, Lê Hoàn enviou cinco enviados diplomáticos portadores de tributos à dinastia Song solicitando a investidura do título.  Em 986, o Imperador Taizong da dinastia Song nomeou Lê Hoàn como Annan duhu, ou Prefeito Superior de Annam.  No final de 993, o imperador Song nomeou Lé Hoàn como Giao Chi Quan Vuong, ou Rei de Giao Chi, após ser convencido de sua lealdade futura. 

### Champá
A relação de Đại Cồ Việt no norte e Champá no sul era considerada hostil. Em 981, Lê Đại Hành enviou um enviado a Champá, que foi capturado por eles. O incidente diplomático desencadeou uma guerra entre os dois países. Em 982, Lê Hoàn participou vitoriosamente da campanha contra Champá, matando o rei Cham no campo de batalha. Então ele saqueou a capital de Cham e capturou cem soldados e concubinas, juntamente com um monge indiano, levando para casa bens preciosos como ouro e prata. Além disso, ele queimou as fortalezas e os túmulos dos antigos reis Champa. Em 992, o rei Champá Harivarmã II enviou um emissário a Đại Cồ Việt para pedir a libertação de 360 prisioneiros de volta à terra natal. 